# Dorothy Alexander
Dorothy Alexander (Geburtsname: Dorothea Moses; * 22. April 1904 in Atlanta, Georgia; † 17. November 1986 ebenda) war eine US-amerikanische Balletttänzerin und Choreografin, die 1929 das Atlanta Ballet gründete und dessen künstlerische Leiterin war.

## Leben

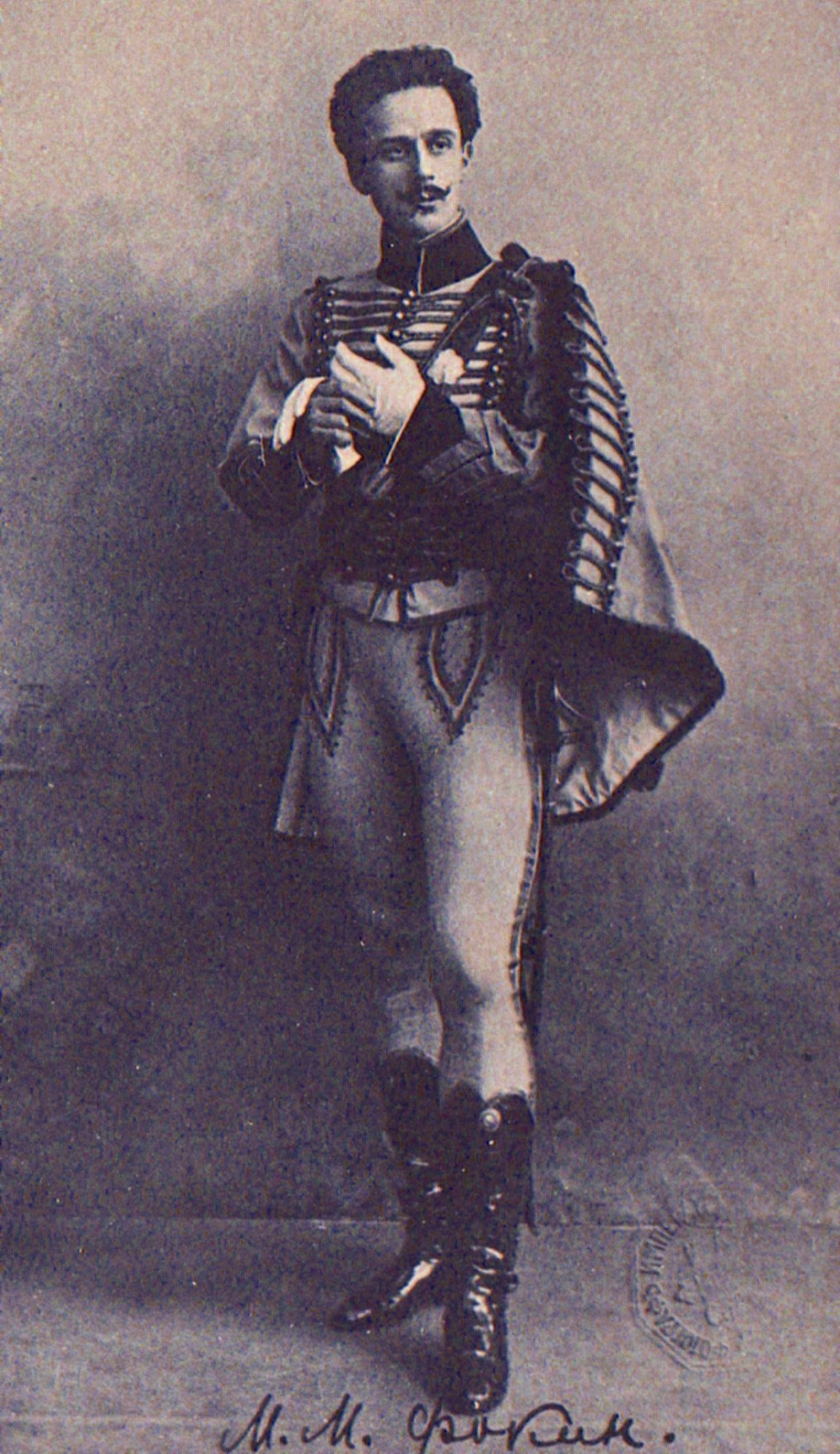
Michel Fokine…

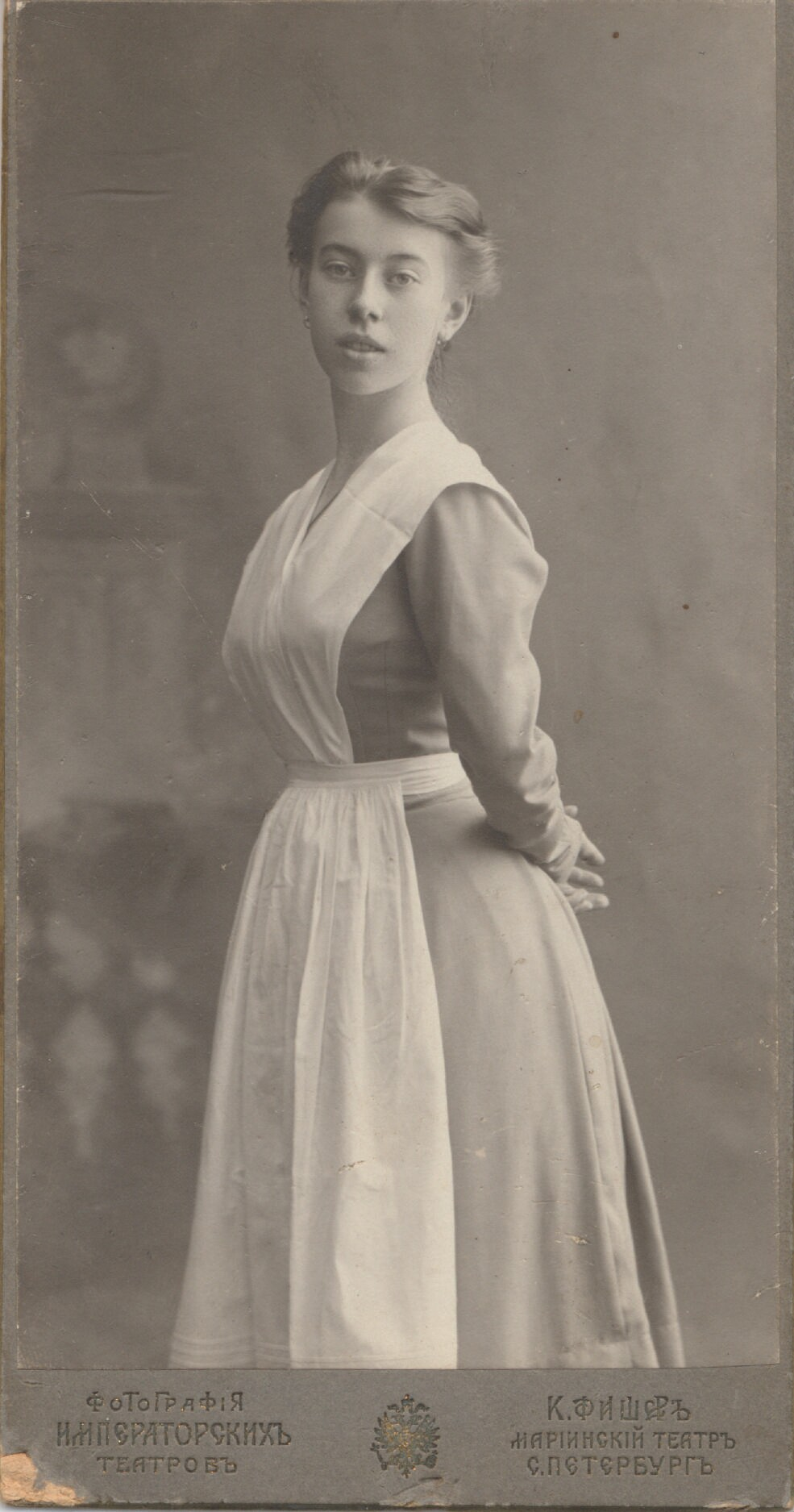
… und Bronislava Nijinska gehörten zu den Lehrern von Dorothy Alexander.

Die als Dorothea Moses geborene Dorothy Alexander war die Tochter des Vertriebsleiters Frank Moses und Cora Mina Thibadeau. Aufgrund einer Erkrankung an der Knochenmarksentzündung Osteomyelitis war sie 1910 im Alter von sechs Jahren ein Jahr lang als Bett gefesselt, Zur Beschleunigung der Genesung wurde ihr empfohlen Tanzunterricht zu nehmen, wodurch der Rest ihres Lebens dem Tanzen gewidmet war. Ihre Kindheit und Jugend waren durch weitere Schicksalsschläge geprägt, da sie nach dem Tode ihrer Mutter 1915 und des Vaters 1920 bereits als Sechzehnjährige zur Vollwaise wurde. Jeden Sommer während ihres frühen Erwachsenenalters verließ sie Atlanta auf der Suche nach den besten Lehrern und ihre Entscheidungen waren vielseitig. Zu ihren Tanzlehrern gehörten die Tanzpädagogin Irma Duncan, eine Tochter von Elizabeth Duncan und Nichte von Isadora Duncan, die Ballettlehrer Tatiana Chamié, Michel Fokine und Bronislava Nijinska, die Modern-Dance-Pionierin Hanya Holm und ethnische Künstler wie Beaucaire Montalvo und Yeichi Nimura. Sie reiste auch nach London, um an der Royal Ballet School zu studieren, blieb Alexander aber dennoch eine leidenschaftliche Südstaatlerin, die entschlossen war, in ihrer Heimatstadt Atlanta eine qualitativ hochwertige Schule und eine Ballettkompanie aufzubauen. In dieser Zeit war sie als Konzertkünstlerin gefragt, allein oder mit Partner. 1921 eröffnete sie bereits als Siebzehnjährige ihr eigenes Studio in Atlanta und führte es bis 1971 weiter. Ihr zurückhaltender und analytischer Verstand ermöglichte es ihr, die unterschiedlichen Elemente ihrer Ausbildung zu synthetisieren und einen pädagogischen Ansatz zu entwickeln, der auf die Bedürfnisse des einzelnen Schülers einging. Sie verfügte auch über praktische Kenntnisse in Anatomie und Kinesiologie, die sie wahrscheinlich am College erworben hatte. Nach ihrem Abschluss an der Atlanta Normal Training School 1925 arbeitete sie kurzzeitig als Lehrerin an einer öffentlichen Grundschule in Atlanta und entwickelte ein Tanzbereicherungsprogramm namens „Physical Fitness through Dance“. Es wurde für Grundschulkinder entwickelt und war so effektiv, dass sie das Projekt 1927 an allen öffentlichen Grundschulen in Atlanta einführte und bis dessen Leiterin war 1952.
1926 heiratete Dorothy Moses den Architekten Marion Alexander, wobei die kinderlos gebliebene die Ehe noch im selben Jahr geschieden wurde. 1929 gründete sie die Dorothy Alexander Dance Art Group, deren Künstler in ihrer Schule ausgebildet wurden. Während sie gleichzeitig ihre unabhängige Konzertkarriere fortsetzte, begann sie ein grundständiges Studium an der Oglethorpe University und schloss dieses 1930 mit einem Bachelor of Arts (B.A.) ab. Aber sie blieb standhaft, die Karriere nicht außerhalb von Atlanta zu verfolgen. Als Tourneekompanien wie die Lucile Marsh Concert Group, das Solomonoff-Menzelli Ballet, das Hollywood Ballet und das Edwin Strawbridge Ballet in Atlanta auftraten, trat sie stattdessen als Gastkünstlerin in ihrem eigenen Repertoire auf und tanzte mit ihrer eigenen Ballettkompanie bis 1947. Als Choreografin schuf sie mehr als achtzig Werke. Die Ballette betonten oft die menschlichen und spirituellen Werte, die ihr persönliches Leben prägten. Deo Gratias beispielsweise beschäftigte sich mit der Ehrfurcht eines Dichters als Personifikation Alexanders vor dem Leben und seinem Bewusstsein für den Tod. Green Altars, das die Kompanie 1957 beim Sommertanzfestival Jacob’s Pillow aufführte und war das erste regionale Ensemble, das dort auftrat. Green Altars stellte die erlösende Kraft der Liebe dar, während Soliloquy die Einzigartigkeit menschlicher Beziehungen von Mutter und Kind, Ehemann, Frau, Freunde zeigte und die Allgegenwart der Einsamkeit. Herausragend unter ihren reinen Tanzwerken war Fireworks Suite, das 1956 beim ersten amerikanischen regionalen Ballettfestival aufgeführt wurde. In diesem Werk arbeitete sie wie in vielen ihrer Ballette mit anderen Künstlern aus Atlanta zusammen wie dem Komponisten Hugh Hodgson, dem Bühnenbildner Joel Reeves und der Kostümbildnerin Nancy Lochridge Harrison.
1941 wurde ihre Dorothy Alexander Dance Art Group in Atlanta Civic Ballet umbenannt, woraus 1967 das Atlanta Ballet wurde. Seine Fortschritte boten anderen jungen Ballett- und Tanzkompanien im Südosten und in den Vereinigten Staaten ein so ermutigendes Beispiel, dass sie als Beraterin sehr gefragt war. Zu einer Zeit, als es noch keine Kurse in Kunstverwaltung gab, war ihr umfassendes Verständnis aller Aspekte der Kunst ungewöhnlich und wertvoll, da es Logik, menschliches Bewusstsein und Inspiration vereinte. 1947 erhielt sie den Atlanta Woman of The Year in Arts Award. Im Sommer 1955 erklärte sie sich auf Anregung von Anatole Chujoy, dem Herausgeber von Dance News, bereit, das erste regionale Ballettfestival des Landes zu organisieren. Es fand im April 1956 mit dem Atlanta Civic Ballet als Gastgeber statt und acht Tanzkompanien aus dem Südosten der USA traten auf. Persönlichkeiten des Tanzes wurden eingeladen und es gab Kurse für die Tänzer und Seminare für die künstlerischen Leiter und Vorstandsmitglieder. Die Veranstaltung führte zur allmählichen Gründung von vier weiteren regionalen Verbänden (Northeast, 1959; Southwest, 1963; Pacific, 1966; Mid-States, 1972) und alle verließen sich auf ihre Führung. Außerdem wurde ein nationaler Beirat mit Dorothy Alexander als Vorsitzende gebildet. Schließlich wurde daraus der Vorstand der National Association for Regional Ballet (NARB) mit ihr als erste Präsidentin. Das NARB betreute bis 1972 als nationales Büro 120 Tanzkompanien.
Ihre Krankheit aus Kindertagen zwang Dorothy Alexander allerdings 1962 zu ihrer vorzeitigen Pensionierung als Direktorin des Atlanta Ballet. Sie übergab die Leitung an Robby Barnett, ihren ersten Tänzer und stellvertretenden Direktor, während ihre Lehrassistentin Merrilee Smith Direktorin der Atlanta School of Ballet wurde. Sie blieb jedoch Beraterin für die Tanzkompanie, die Schule und die NARB. 1973 überreichte ihr die Vorsitzende des National Endowment for the Arts (NEA) Nancy Hanks in Anerkennung für ihren fünfzigjährigen Dienst am amerikanischen Tanz einen Preis und dankte ihr dafür, dass sie als Künstlerin visionär verkörperte und den Glauben hatte, dass man Tanz als einen bedeutungsvollen Teil des Lebens schätzen würde. 1976 erhielt sie den Georgia Governor’s Award sowie 1981 den Capezio Dance Award. Kurz vor ihrem Tode verlieh ihr die Emory University einen Ehrendoktortitel.

## Hintergrundliteratur
- Doris Hering: Atlanta Civic Ballet: Company of Contrasts, in: Dance Magazine, März 1959
- Doris Hering: Tickets for the Bug Man, in: Dance Magazine, Februar 1963
- Art Harris III: Miss Dorothy’s Legacy, in: Georgia Magazine, Juni 1971
- Helen C. Smith: Atlanta Ballet: Fifty Golden Years, in: Dance Magazine, November 1979
- Walter Terry: Miss Dorothy’s Way, in: Saturday Review, März 1980
- Robert Barnett, Cynthia Crain: On Stage at the Ballet. My Life as Dancer and Artistic Director, 2019, ISBN 978-1-4766-7910-5 (Onlineversion)